# کارتوش(فیلم)
کارتوش (به فرانسوی: Cartouche) یک فیلم سینمایی ماجراجویانه فرانسوی به کارگردانی فیلیپ د بروکا با بازی ژان-پل بلموندو و کلودیا کاردیناله محصول سال ۱۹۶۲ است.

## بازیگران
- ژان-پل بلموندو - لوئیس-دومنیک بورگینیون ملقب به کارتوش
- کلودیا کاردیناله - ونوس
- جس هان - لا دوسور
- مارسل دالیو - مالیچوت
- ژان روشفور - لا تاوپه
- فیلیپ لومر - گاستون دو فروساک
- نوئل روکور - گروهبان استخدام
- اودیل ورسوا - ایزابل دو فروساک
- ژاک شارون - سرهنگ
- لوسین ریمبورگ - مارچال
- ژاک بالوتن - کاپوسین، راهب
- پیر رپ - مارکیز گریف
- ژاک هیلینگ - نگهبان هتل
- پل پربوآ - ژاندارم
- رنه مارلیک - پیت اونکل، نگهبان مسافرخانه

## بازخورد فیلم
این فیلم در گیشه فرانسه با موفقیت چشمگیری روبرو شد. 